# グランド・セフト・オートVI
『グランド・セフト・オート Ⅵ』（グランド・セフト・オート シックス、英語: Grand Theft Auto VI）は、2026年5月26日にロックスター・ゲームスから発売予定のオープンワールドクライムアクションゲーム。前作『グランド・セフト・オートV』に次ぐグランド・セフト・オートシリーズの12作目である。
前作発売後からこのゲームに関する憶測やリーク情報があった中、ロックスター・ゲームスは2022年2月にこのゲームを開発していることを公表した。また、2022年9月にはクラッキングによってこのゲームの開発中のプレイ映像がリークされた。

## 概要
過去のグランド・セフト・オートシリーズは2年から3年の間隔で発売されていたが、2011年に公式発表され2013年発売の『グランド・セフト・オートV』（以下、GTAV）発売後、GTAVのオンラインモード「GTAオンライン」へのアップデートの重視とGTAVをより多くの機種へとリマスターをくり返していることから、シリーズファンからはGTAシリーズ新作の情報が待たれる状況になっていた。 
前作から約9年後、 2022年2月5日、GTAVのPlayStation 5版及びXbox Series X/S版のリマスター版発売が迫っていたロックスター・ゲームスは、グランド・セフト・オートシリーズ最新作を開発中であると発表した。

## 開発
2013年9月、『グランド・セフト・オートV』発売後、2001年の『グランド・セフト・オートIII』からGTAシリーズのプロデューサー、開発責任者及びロックスター・ノース社長のレスリー・ベンジーズは、シリーズ次回作について「いくつかのアイデアがある」と発言したが、2016年にベンジーズはロックスター・ノースを退社した。
2018年3月、The Knowは、コードネーム「プロジェクト・アメリカ」と呼ばれるこのゲームが、2002年発売の『グランド・セフト・オート・バイスシティ』及び2006年発売の『グランド・セフト・オート・バイスシティ・ストーリーズ』の舞台をフルHDに作り直した現代のニュー・バイスシティと一部南アメリカを舞台にし、女性のプレイアブル主人公を登場させると報じた。
2020年4月、Kotakuのジェイソン・シュライアーは、前作のような開発者不足を避けるため、時間をかけて開発・アップデートする「適度な規模のリリース」として「開発の初期段階」であると報じた。
2021年7月、ジャーナリストのトム・ヘンダーソンは、本作が現代のバイスシティを舞台とし、そのマップは2017年に公開された『フォートナイト』のようにアップデートごとに進化する可能性があり、リリースは2024年か2025年になると主張し、シュライアー氏はこれらの報道を再確認している。
2022年7月、シュライアーは、『グランド・セフト・オートVI』というタイトルの本作が2014年に開発に入り、ボニーとクライドの影響を受けたラテン系女性を含む2人の主人公が登場すると報告、開発者は限界的なグループをジョークにするシリーズの傾向を慎重に覆していると主張している。
2023年12月4日、アメリカ東部時間の12月5日9時にTrailer 1が公開される予定だったが、流出により前倒しで12月4日18時7分にYouTube上で公開された。約1時間後の、19時10分にロックスター・ゲームスの親会社であるテイクツー・インタラクティブのホームページにプレスリリースが発表された。トレーラー映像は発表から24時間で1億回以上再生された。

## ストーリー
ジェイソンとルシアは、レオナイダ州全土に広がる裏社会の陰謀に巻き込まれていく。

## 登場人物
ジェイソン・デュヴァル（Jason Duval）
男性主人公。元兵士で、現在はブライアンの下で働く。
ルシア・カミノス（Lucia Caminos）
シリーズ初の女性主人公。家族のために戦い、レオナイダ刑務所に収監された。
カル・ハンプトン（Cal Hampton）
ジェイソンの友人で、ブライアンの下で働く同僚。
ブービー・アイク（Boobie Ike）
バイスシティの伝説とされる実業家。
ドレクァン・プリースト（Dre'Quan Priest）
「オンリー・ロウ・レコード」のオーナー。
ベイラックス（Bae-Luxe）
ラッパー・デュオ「リアル・ダイムズ」の1人。
ロキシー（Roxy）
ラッパー・デュオ「リアル・ダイムズ」の1人。
ラウール・バティスタ（Raul Bautista）
ベテランの銀行強盗。
ブライアン・ヘダー（Brian Heder）
著名なヤクの運び屋。キーズを拠点としている。

## 流出
2022年9月、ロックスター・ゲームスのサーバーやデータなどが突如、開発チームではない第三者の何者かにハッキングの被害にあい、GTAシリーズ最新作の初期のプレイ映像90本と関連する画像や情報が流出した。 
その後、ロックスターは公式声明を出し、このプレイ映像が本物であることを認め、今後の開発内容について発表した。後日、アメリカ合衆国連邦政府（アメリカ合衆国司法省）の連邦捜査局（FBI）が直接調査する事になり、英国警察と共同調査でイギリス在住の17歳の少年が逮捕された。この少年はUber Eatsなどにも同様の事をしていたことが判明した。